# Shun Obu
Shun Obu (大武 峻 Obu Shun?), född 24 november 1992 i Fukuoka prefektur, är en japansk fotbollsspelare.
Obu började sin karriär 2014 i Nagoya Grampus. Han spelade 40 ligamatcher för klubben. 2017 flyttade han till Albirex Niigata.